# Elena Ramírez Parra
Elena Ramírez Parra (née en 1972) est une scientifique espagnole spécialisée dans le domaine de l'agriculture, et plus particulièrement dans l'étude des effets négatifs qu'entraîne le stress environnemental sur les plantes, afin d'améliorer les récoltes,.

## Études et vie professionnelle
Elle obtient sa licence en sciences biologiques à l'Université Autonome de Madrid, où elle soutient également en 2000 sa thèse de doctorat en biologie moléculaire.
Elle se consacre à la recherche et développe son activité dans le Centre biotechnologique et génomique des plantes de l'Institut National de Recherche et Technologie Agraire et Alimentaire et UPM, en étudiant les effets négatifs que produit le stress environnemental sur les plantes.
Ses recherches cherchent à caractériser les mécanismes de réponse des plantes face à des agressions externes comme la sécheresse ou encore la salinité des sols, l'excès de radiation, la présence de métaux lourds et les grandes fluctuations des températures. Cela lui permet de poser les bases de la création de nouvelles variétés et d'améliorer, à terme, les récoltes.
Tout au long de ses recherches, elle publie des articles scientifiques.

## Récompenses
En novembre 2010, elle a reçu, avec quatre scientifiques (María Antonia Herrero (es), Ana Briones Alonso (es), Mercedes Vila (es) et Isabel Lastres Becker (es)), une bourse de recherche L'Oréal-Unesco pour les femmes dans la science,, dotée de 15 000 euros dans le cadre du programme international Jeunes talents (Rising Talents) qui sélectionne les 15 femmes scientifiques les plus prometteuses parmi les 275 boursières nationales et régionales du programme L'Oréal-UNESCO pour les femmes et la science.